# قائمة الملوك المصابين بأمراض عقلية
تُدرج هذه المقالة العاهل الذين وُثق أنهم أصيبوا بـاضطراب نفسي. هذه الادعاءات ليست حاسمة بالضرورة، حيث قد يكون الموثقون كتبوا بدافع التحيزات السياسية أو الشائعات.

## أباطرة الرومان
- تيبيريوس (42 ق.م – 37 م، حكم 14 – 37 م). بينما كان تيبيريوس في سنواته الأخيرة في قبرة، انتشرت الشائعات حول ما كان يفعله هناك بالضبط. المؤرخ سويتونيوس يسجل الشائعات عن قصص مروعة من الانحراف الجنسي، بما في ذلك تصويرات صريحة للاعتداء الجنسي على الأطفال، والقسوة، وخاصة جنون الارتياب. تصور قصص سويتونيوس كيف كان يُنظر إلى تيبيريوس من قبل الطبقة السيناتورية الرومانية، وما كان تأثيره على الحكم خلال 23 عامًا من حكمه.
- غايوس كاليغولا (12-41 م، حكم 37-41 م). سجل الكاتب المعاصر فيلون السكندري أنه مرض بعد فترة وجيزة من توليه الحكم، وتميز حكمه اللاحق بالجنون المروع من جنون الارتياب، والقسوة، وجنون العظمة.[1] لوكيوس سينيكا، الذي عارض كاليغولا مرة، أكد سلوكه المتقلب بشكل عابر.[2] خليفته كلوديوس لم يدنِ أو يدافع عن ذكراه، واستمر المؤرخون اللاحقون في وصف جنونه.
- نيرون (37-68 م، حكم 54-68 م). وصفه المؤرخون تاسيتس، سويتونيوس وكاسيوس ديو بأنه طاغية فاسد وغيور سعى إلى الإشادة العامة في المسرح والحلبة بينما أمر بقتل المنافسين، حتى أقاربه، بما في ذلك والدته أغريبينا الصغرى. بناءً على هذه التواريخ (التي توجد حولها شكوك) يُشتبه في إصابته بـالذهان أو أوهام جنون الارتياب.[3][4]
- كومودوس (161–192، حكم 177–192) خلف والده ماركوس أوريليوس في سن 19. ترك الحكم لمستشارين مختلفين خلال معظم فترة حكمه، مفضلاً إبهار الجمهور كـمصارع. بعد الإطاحة بوزيره برينيوس، أصيب بجنون العظمة الشديد، وحاول تحويل الإمبراطورية إلى عبادة شخصية خاصة به.[5]
- أنطونينوس إيل جبل (204–222، حكم 218–222) أصبح إمبراطوراً في سن المراهقة بفضل متآمرين ضد ماكرينوس. أثبت أنه لا يمكن السيطرة عليه، حيث انغمس في العربدة الجنسية والتضحية البشرية، وعين مفضلين غير أكفاء في المناصب، ودنس جميع الأديان ما عدا دينه.[6]
- جستين الثاني (ق. 520–578، حكم 15 نوفمبر 565–574). يوحنا الأفسسي، الذي عانى اضطهادًا لاهوتيًا في عهد جستين، كتب أن "عقله كان مضطربًا ومظلمًا" لدرجة أنه تصرف في بعض الأحيان كحيوان بري. بناءً على نصيحة زوجته صوفيا ومجلس الشيوخ البيزنطي، تبنى الجنرال تيبريوس ابنًا له وعهد إليه بسلطة الدولة.[7]

## ملوك أوروبيون
- شارل السادس ملك فرنسا (1368–1422؛ حكم 1380–1422)، المعروف بلقب شارل لو فو ("شارل المجنون")، عانى من نوبات ذهانية، بما في ذلك أوهام الزجاج.[8]:514–516
- دوارتي الأول (1391–1438؛ حكم 1433–1438) عانى من نوبة "اكتئاب" استمرت لأكثر من ثلاث سنوات عندما طُلب منه العمل كوصي على والده، جواو الأول، خلال الاستعدادات لـسقوط سبتة؛ وإدراكًا منه بأنها مرض، ترك حسابًا نادرًا من منظور الشخص الأول لتجربته في كتابه الاستشاري، المستشار المخلص.[9]
- هنري السادس ملك إنجلترا (1421–1471؛ حكم 1422–1461 و1470–1471).[8]:586 أدت نوبة انهيار في عام 1453 إلى إهماله لشؤون الدولة لأكثر من عام. عُين وصي على العرش في تلك المناسبة وفي مناسبتين لاحقتين لحكم المملكة، وبعد أن تولت ملكته، مارغريت أنجو، شؤون الدولة نيابة عنه. أدى صعودها إلى السلطة، وصراعات الخلافة التي تلت ذلك، إلى نشوب حرب الوردتين.
- خوانا الأولى (1479–1555؛ حكمت 1504–1555)، المعروفة باسم خوانا لا لوكا ("خوانا المجنونة")، يُعتقد من قبل المؤرخين أنها عانت من السوداوية، الذهان أو الفصام.[10]
- إريك الرابع عشر (1533–1577؛ حكم 1560–1568). أصيب بـجنون الارتياب ونوبات عنف غير عقلانية في وقت لاحق من حياته، مما أدى إلى حكم متقلب وعمليات قتل وحشية لعدة منافسين سياسيين حقيقيين أو متوهمين في جرائم القتل في ستوري. قام إريك نفسه بطعن نيلز سفانتيسون ستوري حتى الموت.[11]
- فيليب الخامس ملك إسبانيا (1683–1746؛ حكم 1700–24، 1724–46). عانى من السوداوية الشديدة.[12]
- فرناندو السادس ملك إسبانيا (1713–59). مثل والده فيليب الخامس، كان مصابًا بـالسوداوية.[13]
- ماريا الأولى (1734–1816؛ حكمت 1777–1816)، المعروفة باسم ماريا، لا لوكا ("ماري المجنونة").[14] حوالي عام 1790، تطورت مخاوف ماريا التي طالما عبرت عنها إلى أوهام ذات طابع ديني. قرر وزراؤها أنها مجنونة وعينوا ابنها جواو السادس لحكم المملكة.
- جورج الثالث ملك المملكة المتحدة (1738–1820؛ حكم 1760–1820) أظهر علامات اضطراب عقلي، في شكل ثرثرة مفرطة، في وقت مبكر من عام 1788. سقط في اكتئاب عميق بعد وفاة ابنته المحبوبة الأميرة أميليا، وفوض البرلمان واجباته الحكومية إلى جورج الرابع.[15]
- كريستيان السابع ملك الدنمارك (1749–1808؛ حكم 1767–1808).[16] على الرغم من أنه لم يصبح معاقًا تمامًا، إلا أن كريستيان أظهر عدم استقرار عاطفي وأخلاقي حاد، وكافح أفراد بلاطه وموظفوه الشخصيون لتشكيل حكومة فاعلة حوله.
- لودفيغ الثاني ملك بافاريا (1845–1886؛ حكم 1864–1886) أزعج وزراءه بإنفاقه غير المنضبط على القلاع الفخمة. ومع عدم وجود نهاية في الأفق، رتبوا لفريق من الأطباء النفسيين لإعلانه مجنونًا ونصبوا عمه وصيًا. على الرغم من أن الوزراء كانوا مدفوعين بمخاوف سياسية، فقد قُدمت تفسيرات طبية تشمل الخرف الجبهي الصدغي واضطراب الشخصية الفصامية.[17][18]
- أوتو الأول ملك بافاريا (1848–1916؛ حكم 1886–1913) عانى من الاكتئاب والقلق والأرق طوال حياته. في عام 1886، كتب كبير الأطباء الملكيين بيانًا يعلن أن أوتو مريض عقليًا بشكل خطير.[18][19] يُعتقد أن أوتو عانى من الفصام.[20]
- فيلهلم الثاني (1859–1941، حكم 1888–1918) يُعتقد أنه عانى من اضطراب الشخصية التمثيلي،[21] بالإضافة إلى اضطراب ثنائي القطب،[22] على الرغم من أن شخصيته المتقلبة تم تفسيرها بدلاً من ذلك على أنها نتيجة لمضاعفات عند الولادة.

## ملوك الشرق الأوسط
- أخناتون (توفي ق. 1335 ق.م، حكم ق. 1350 – ق. 1335 ق.م)، فرعون مصري اشتهر برفع مكانة آتون، قرص الشمس، فوق الآلهة التقليدية. وقد تسببت سياسته في فضيحة للمؤسسة المصرية، وبسبب غياب الدوافع الواضحة، اُشتبه في أنها ناتجة عن الجنون.[23]
- نبوخذ نصر الثاني (ق. 634 ق.م – ق. 562 ق.م، حكم ق. 605 ق.م – ق. 562 ق.م) يوصف في الكتاب المقدس بأنه أظهر أعراضًا متوافقة مع خبل التباقر.[24]
- مجد الدولة (993–1029، حكم 997–1029) عانى من "خبل التباقر" حتى شفاه ابن سينا، وفقًا لـالأدب الفارسي.[25]
- الحاكم بأمر الله، الخليفة الفاطمي (985 – 1021، حكم 996 – 1021) أصبح سيء السمعة في الغرب بلقب "الخليفة المجنون" بسبب اضطهاده الاستثنائي للمسيحيين واليهود، بما في ذلك فرض الزي المميز وتدمير كنيسة القيامة.
- مصطفى الأول من الدولة العثمانية (1600 – 1639، حكم 1617 – 1618 و1622 – 1623) كان سجينًا في القفص طوال حياته باستثناء فترات حكمه القصيرة، وقد نجا من قتل الإخوة الذي كان يصاحب عادة خلافة العثمانيين. وكـسلطان، أظهر غرابة عميقة وأوهامًا.[26] يختلف المؤرخون حول ما إذا كانت حالته العقلية إعاقة طبيعية أم نتيجة سجنه.[27]
- إبراهيم الأول (1615 – 1648، حكم 1640 – 1648) كان، مثل مصطفى، سجينًا في القصر. خلال فترة حكمه، أهمل السياسة من أجل المتعة الجنسية وكان من السهل التلاعب به من قبل المقربين.[26]
- طلال بن عبد الله بن الحسين (1909–1972، حكم 1951–1952) أُجبر على التنازل عن العرش بعد علاجه غير الناجح من الفصام.[28]

## ملوك شرق آسيا
- الإمبراطور يوزي (陽成天皇، يوزي-تينو، 869–949، حكم 876–884) وصفه المؤرخ كيتاباتاكي تشيكافوسا في القرن الرابع عشر بأنه مصاب بالجنون، ويقتل الناس والحيوانات دون سبب. دفعه سلوكه غير المستقر والعنيف مستشاريه إلى إجباره على التنازل عن العرش عام 884.[29]
- الإمبراطور تايشو (大正天皇، تايشو-تينو، 1879–1926، حكم 1912–1926) إمبراطور اليابان، عانى من مجموعة متنوعة من الاضطرابات العصبية، والتي تضمنت عناصر نفسية جزئيًا، على الرغم من أنها كانت في الأصل جسدية. لا تزال مناقشة أو انتقاد إمبراطور، بما في ذلك قضايا الصحة، موضوعًا مثيرًا للجدل في اليابان لأسباب ثقافية وسياسية ودينية ويشار إليها باسم حظر الأقحوان.[30][31][32]